# 오다시역
오다시역(일본어: 大田市駅)은 일본 시마네현 오다시에 있는 서일본 여객철도 산인 본선의 역이다. 단선 · 섬식의 형태를 합친 복합 구조의 철도 역사이다.

## 타는 곳
| 플랫폼 | 노선        | 방향   | 행선지                 | 비고              |
| ------ | ----------- | ------ | ---------------------- | ----------------- |
| 1      | ■ 산인 본선 | 하행선 | 하마다 · 마스다 방면   |                   |
| 2      | ■ 산인 본선 | 상행선 | 이즈모시 · 마쓰에 방면 |                   |
| 3      | ■ 산인 본선 | 상행선 | 이즈모시 · 마쓰에 방면 | 대피 · 시발열차만 |
| 3      | ■ 산인 본선 | 하행선 | 하마다 · 마스다 방면   | 대피열차만        |

## 이용 현황
| 연도   | 하루 평균 승차 인원 | 연도     | 하루 평균 승차 인원 |
| 1999년 | 776명               | 2005년도 | 650명               |
| 2000년 | 753명               | 2006년도 | 653명               |
| 2001년 | 688명               | 2007년도 | 659명               |
| 2002년 | 681명               | 2008년도 | 675명               |
| 2003년 | 650명               | 2009년도 | 638명               |
| 2004년 | 657명               |          |                     |
| ------ | ------------------- | -------- | ------------------- |

## 역 주변
- 산인 합동은행
- 시마네 은행
- 시마네추오 신용금고
- 이와미오다 세무서
- 오다 시청
- 오다 시 소방본부
- 오다 시 주오 도서관
- 시마네 현 겐오 보건소
- 오다 시민회관

## 역사
- 1915년 7월 11일 : 이와미오다역(일본어: 石見大田駅) 개업.
- 1971년 2월 1일 : 오다시역으로 개칭.
- 1987년 4월 1일 : 민영화에 따라, 서일본 여객철도로 이관.

## 인접 정차역
| 서일본 여객철도 산인 본선 | 서일본 여객철도 산인 본선 | 서일본 여객철도 산인 본선 |
| ------------------------- | ------------------------- | ------------------------- |
| 구테 요나고 방면          | ■ 산인 본선               | 시즈마 마스다 방면        |